# Hirepadasalgi, Jamkhandi
Hirepadasalgi là một làng thuộc tehsil Jamkhandi, huyện Bagalkot, bang Karnataka, Ấn Độ.